# Moncorneil-Devant
Moncorneil-Devant est une ancienne commune du Gers. En 1821, elle fusionne avec les communes de Moncorneil-Derrière et Grazan pour former la commune de Moncorneil-Grazan.

## Géographie
L'ancienne commune de Moncorneil-Devant constitue l'actuelle partie orientale du territoire de Moncorneil-Grazan.

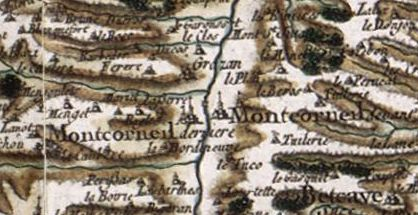
Moncorneil-Devant sur la carte de Cassini de 1770.

## Toponymie
Entre 1793 et 1821, le nom de la commune est noté tantôt Moncorneil-Devant tantôt Montcorneil-Devant.

## Histoire
La commune de Moncorneil-Devant est réunie, en 1821, avec les communes de Moncorneil-Derrière et Grazan pour former la commune nouvelle de Moncorneil-Grazan.

## Politique et administration

### Canton
En 1801, Moncorneil-Derrière, faisant anciennement partie du canton de Seissan, est rattaché au canton de Saramon.

### Liste des maires
| Période                                  | Période | Identité        | Étiquette | Qualité |
| ---------------------------------------- | ------- | --------------- | --------- | ------- |
| 1818                                     | 1821    | Mathieu Figarol |           |         |
| Les données manquantes sont à compléter. |         |                 |           |         |

En 1821, Dominique Daude, maire de Moncorneil-Derrière, devient le maire de la nouvelle commune issue de la fusion de Grazan, Moncorneil-Devant et Moncorneil-Derrière.

## Population et société

### Démographie
La population est exprimée en nombre d'habitants.
| 1793 | 1800 | 1806 | 1821 |
| ---- | ---- | ---- | ---- |
| 86   | 96   | 95   | 110  |